# Battaglia dell'Imera (212 a.C.)
La battaglia dell'Imera fu combattuta nel 212 a.C., durante la seconda guerra punica, tra l'esercito greco-cartaginese di Epicide, Annone e Muttine, contro l'armata romana guidata dal proconsole Marco Claudio Marcello. L'esercito romano ottenne una vittoria importante ai fini della guerra in Sicilia.

## Contesto storico
Nel 213 a.C. inattesi e drammatici sviluppi a Siracusa, a Taranto e in altre città della Magna Grecia (come Metaponto e Turii) sembrarono favorire in modo decisivo i cartaginesi e provocarono nuove e pesanti difficoltà ai romani. A Siracusa dopo l'assassinio del re Geronimo, la nuova repubblica fu subito dilaniata da violenti contrasti tra le fazioni che si risolsero a vantaggio dei cartaginesi; i due inviati di Annibale Ippocrate ed Epicide assunsero il potere e ben presto la guerra esplose in tutta la Sicilia soprattutto dopo il brutale comportamento di Claudio Marcello che giunto sull'isola con una legione per rinforzare i presidi romani, reagì ad atti di resistenza distruggendo e saccheggiando Leontini. Siracusa venne ben presto assediata per terra e per mare dalle forze combinate di Claudio Marcello e di Appio Claudio Pulcro ma i primi attacchi furono respinti grazie soprattutto alle straordinarie macchine da guerra progettate da Archimede; l'assedio si prolungò mentre la guerra nell'isola si intensificava con l'arrivo del corpo di spedizione cartaginese di Imilcone che riuscì a conquistare Agrigento. Un attacco navale della flotta cartaginese di Bomilcare non ebbe successo ma i romani persero il controllo di gran parte della Sicilia centrale dopo aver schiacciato con estrema brutalità la rivolta di Enna.
La conclusione della guerra in Sicilia avvenne, dopo che i Romani ebbero espugnato ventisei città, tra cui la città di Siracusa da parte delle forze di Marcello; Archimede venne ucciso durante i combattimenti. Siracusa poi - non più regno alleato - venne inglobata nella provincia di Sicilia, divenendone sede del governatore provinciale. Pochi giorni prima della presa della città di Syrakousai, Tito Otacilio Crasso passò dal Lilibeo ad Utica con 80 quinqueremi e, entrato nel porto all'alba, si impadronì di numerose navi da carico piene di grano. Quindi sbarcò e saccheggiò gran parte del territorio circostante la città cartaginese, per poi fare ritorno al Lilibeo due giorni più tardi, con 130 navi da carico piene di grano e di ogni sorta di bottino. Quel grano fu subito inviato a Syracusæ per evitare che la fame potesse minacciare vinti e vincitori.

### Casus belli
Dopo la presa di Siracusa, giungevano da tutta la Sicilia ambascerie per incontrarsi con Marcello. Quelle città che, prima della conquista di Siracusa, si erano arrese o non avevano mai abbandonato la causa romana, vennero accolte ed onorate come fedeli alleate; quelle invece che si erano arrese soltanto dopo la presa della città, furono costrette ad accettare dure condizioni di resa. Fu così che alcune zone della Sicilia rimasero in armi contro Roma, come intorno ad Agrigento, dove Epicide e Annone ancora resistevano oltre ad un nuovo comandante libio-fenicio, nativo di Ippacra, di nome Muttine, che Annibale aveva inviato al posto di Ippocrate.
I due comandanti, il cartaginese e quello siracusano, rinchiusi tra le mura di Agrigento, osarono uscire dalle mura della città e posero il campo presso il fiume Imera. Non appena la cosa fu riferita a Marcello, il proconsole mosse l'esercito e si posizionò ad una distanza di circa quattordici miglia dal nemico (quasi 21 km), in attesa di capire come comportarsi.

## Battaglia
Muttine, allora, senza riflettere troppo, attraversò il fiume e si lanciò contro le avanguardie dei Romani generando in questi un grandissimo terrore e confusione. Il giorno dopo, con un combattimento quasi regolare riuscì a respingere i Romani. Livio racconta che, poco dopo, fu richiamato indietro poiché era nata una ribellione dei Numidi nell'accampamento, i quali, in quasi trecento, si erano ritirati ad Eraclea Minoa. Muttine, partito per sedare la rivolta, avvertì Epicide ed Annone di non attaccare battaglia coi Romani mentre egli era assente. Annone invece, che era invidioso della gloria di Muttine, indusse l'esitante Epicide ad attraversare il fiume e a scendere sul campo di battaglia. Temevano che se avessero aspettato Muttine, la gloria sarebbe stata tutta sua.
Marcello, giudicando indegno il fatto di dover cedere a nemici da lui vinti per terra e per mare, comandò ai suoi soldati di uscire dagli accampamenti e disporsi in ordine di battaglia. Dieci Numidi accorsero al galoppo dal campo nemico per annunciare al proconsole che loro non avrebbero preso parte alla battaglia, sia perché in precedenza trecento dei loro si erano ritirati ad Eraclea a seguito della sedizione, sia perché il loro comandante, Muttine, era stato mandato via, proprio nel giorno della battaglia, dagli altri comandanti gelosi della sua gloria. Essi mantennero, quindi, la parola data.
Da una parte i Romani furono incoraggiati dalla notizia che annunciava che il nemico si sarebbe trovato privo di quella cavalleria, dall'altra, Cartaginesi e Siculi rimasero sorpresi e spaventati di aver perduto l'aiuto di gran parte delle loro forze, temendo di trovarsi a dover affrontare l'assalto della propria cavalleria. Il combattimento che ne seguì fu di scarsa importanza; il primo grido ed impeto decisero le sorti della battaglia.

## Conseguenze
I Numidi, rimasti fermi alle "ali" durante l'attacco, appena videro i compagni che si ritiravano, si unirono a loro nella fuga, ma quando appresero che quelli si stavano dirigendo con una grande confusione verso Agrigento, temendo di trovarsi assediati dai Romani, si sparsero per le città più vicine. Molte migliaia di soldati nemici furono uccisi, 6 000 fatti prigionieri, insieme ad otto elefanti. Questa fu l'ultima battaglia di Marcello in Sicilia, poi fece ritorno a Roma per celebrare il meritato trionfo.